# Jamie Lynn Spears
Jamie Lynn Marie Spears (McComb, 4 aprile 1991) è un'attrice e cantante statunitense. Sorella minore di Britney Spears, deve la sua notorietà all'interpretazione della protagonista Zoey Brooks nella serie televisiva Zoey 101 (2005-2008) e nel suo sequel, il film Zoey 102 (2023) distribuito da Paramount+.
Nel 2013 inizia la sua attività di cantante country, facendo uscire il singolo How Could I Want More contenuto nel primo EP The Journey. Nel 2016 esce il singolo Sleepover che sponsorizza il suo primo documentario ufficiale When the Lights Go Out. Nel 2019 è tra i protagonisti della serie Netflix Il colore delle magnolie, nel ruolo di Noreen Fitzgibbons.

## Biografia

### Infanzia

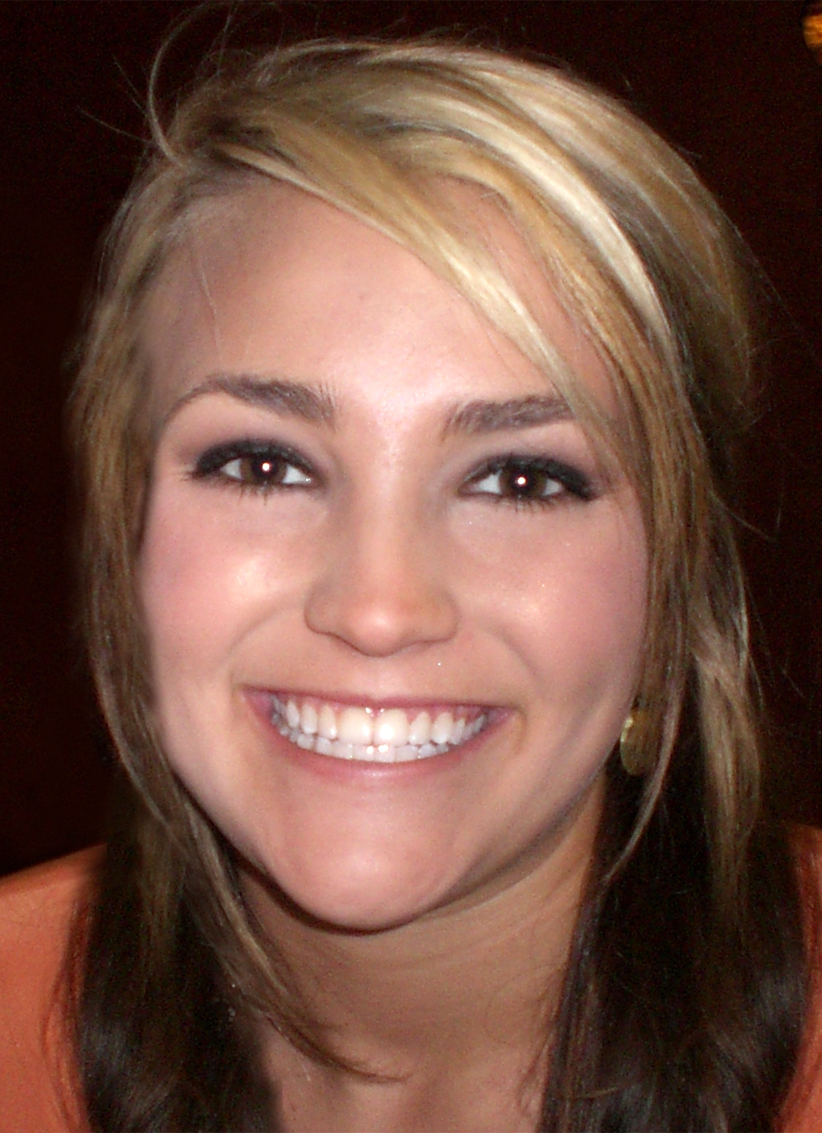
Jamie Lynn Spears nel 2007

Jamie Lynn è nata il 4 aprile 1991 a McComb, in Mississippi, ed è cresciuta a Kentwood, in Louisiana. È sorella della nota pop star Britney Spears (1981) e ha un altro fratello maggiore, Bryan (1977). Ancora bambina, si trasferì brevemente con i genitori a New York per seguire la carriera della sorella. Ha comunque frequentato le scuole a Kentwood.

### Carriera cinematografica
Jamie Lynn è apparsa nel 2001 in Total Britney Live e nel 2002 nella pubblicità televisiva della Pepsi. Nello stesso anno è comparsa nel film Crossroads - Le strade della vita interpretando la protagonista da giovane, Lucy, che è poi stata interpretata dalla sorella Britney. Per due stagioni Jamie Lynn ha fatto parte del cast dello show All That su Nickelodeon. Nello show ha interpretato diversi personaggi, tra i quali Thelma Stump, una guardia del corpo di 84 anni che aveva interpretato nel suo provino per entrare a far parte del programma. Ha lasciato la serie nel 2004 per girare Zoey 101, un altro telefilm di Nickelodeon.
Nel 2008 è apparsa in un episodio della serie televisiva Miss Guided. La stessa ha lavorato come doppiatrice nel cartone animato Unstable Fables: Goldilocks & 3 Bears Show.
Il 1º luglio 2019, viene annunciato che Jamie Lynn sarà una dei protagonisti dello spettacolo firmato Netflix Il colore delle magnolie basato sulla serie di libri di Sherryl Woods, dove interpreterà Noreen Fitzgibbons, una giovane donna che si propone di costruire una nuova vita per se stessa seguendo una serie di scelte.

### Musica
Nel 2002 incide il brano Hey Now (Girls Just Wanna Have Fun) con il gruppo Triple Image, una cover modificata della canzone Girls Just Want to Have Fun di Cyndi Lauper. Nel 2005 incide il brano Follow Me come colonna sonora di Zoey 101. La canzone è stata scritta dalla sorella Britney Spears e da Emily Bob: ha ottenuto molto successo ed è inclusa nell'album Zoey 101 Music Mix.
Nel 2013 ha cantato assieme alla sorella Britney, nel brano Chillin' With You e, sempre nello stesso anno, pubblica il suo singolo di debutto How Could I Want More. Nel maggio 2014 fa uscire il suo primo EP The Journey che contiene 5 canzoni. L'EP fu promosso attraverso una serie di concerti attraverso gli Stati Uniti o grazie ad apparizioni radiofoniche e alle fiere o festival del Country.
Nel 2016 esce il singolo Sleepover presentato il 9 Giugno a Nashville durante il Sleepover Fan Party e dove la Spears ed il pubblico indossarono il pigiama durante tutta la serata. In concomitanza con l'uscita del singolo, venne presentato il 26 Gennaio sul canale TLC, il primo documentario ufficiale di Jamie Lynn Spears When the Lights Go Out, che ripercorre i momenti più importanti della sua vita: dall'infanzia al telefilm Zoey101, dal debutto della sorella alla gravidanza, fino alla carriera musicale. Il documentario finisce con uno dei concerti di Jamie Lynn al Grand Ole Opry, dove viene presentata a sorpresa dalla sorella Britney e dal fratello Bryan. Il 9 ottobre 2016 fu premiata come autrice agli NSAI Awards ed il 2 Novembre 2016 ai BMI Awards, sempre come autrice, per aver scritto il brano I Got a Boy di Jana Kramer.
Il 30 aprile 2017 sale sul palco dei Radio Disney Music Awards Per omaggiare sua sorella Britney Spears con un Medley dei suoi successi insieme a Kelsea Ballerini, Hailie Steinfield e Sofia Carson, introducendo anche sua sorella sul palco per ricevere l'icon Award. Il 6 maggio 2017, dopo essere stata scelta dal noto marchio di bevande energetiche Monster Energy per fare da madrina ed inviata durante le gare di fuoristrada, nasce il brano Roots, il cui video viene registrato durante il concerto tenuto al Nascar Circuit di Bristol dopo una gara automobilistica.

## Vita privata
Il 18 dicembre 2007 venne annunciato che Jamie Lynn, allora sedicenne, era incinta di 12 settimane e che aveva deciso di tenere e crescere il bambino in Louisiana. Jamie Lynn ha dichiarato che il padre della bambina era Casey Aldridge, il suo primo fidanzato. Secondo le leggi della California, all'inizio sembravano esserci problemi legali per la differenza d'età tra i due, in quanto Jamie Lynn non aveva ancora compiuto 18 anni, mentre Casey ne aveva 20 e poteva venire accusato di stupro. Il Dipartimento del Mississippi ha però confermato che Casey Aldridge è nato il 29 aprile 1989, rivelando così che la differenza d'età è di soli due anni e non di tre. In California è infatti illegale per un adulto avere un rapporto con una persona sotto i 18 anni, ma solo se il minorenne ha più di tre anni in meno dell'adulto. Nell'aprile 2008 venne reso noto il fidanzamento ufficiale tra Jamie Lynn Spears e Casey Aldridge.
Il 19 giugno 2008, Jamie Lynn dà alla luce una bambina, Maddie Briann, presso il Mississippi Southwest Regional Medical Center di McComb, nel Mississippi. Nel 2010 annuncia la rottura del fidanzamento con Aldridge. Nel febbraio 2017 la figlia Maddie viene ricoverata d'urgenza all'ospedale di New Orleans a causa di un grave incidente, dove cadde accidentalmente in un corso d'acqua vicino a casa con un mini fuoristrada e rimanendo sott'acqua per diverso tempo. L'incidente costrinse Maddie al coma ma dopo alcuni giorni fu dichiarata fuori pericolo.
Nel marzo 2013, Jamie Lynn annuncia il fidanzamento ufficiale con l'imprenditore Jamie Watson. Il 14 marzo 2014, la coppia si è sposata a New Orleans. L'11 aprile 2018 nasce la seconda figlia di Jamie Lynn, Ivey Joan Watson.
Spears ha frequentato la First Baptist Church a Kentwood, in Louisiana, ma nel 2018 si è convertita dal battismo al cattolicesimo, così come le sue figlie e sua madre Lynne.

## Filmografia

### Cinema
- Crossroads - Le strade della vita (Crossroads), regia di Tamra Davis (2002)
- La storia dei tre orsi (The Goldilocks and the 3 Bears Show), regia di Howard E. Baker (2008)
- Zoey 102 , regia di Nancy Hower (2023)

#### Documentari
- When the Lights Go Out, regia Charlie Van Vleet (2016)

### Televisione
- All That – serie TV, 23 episodi (2002-2004, 2020)
- Britney and Kevin: Chaotic – serie TV, episodio 1x05 (2005)
- Zoey 101 – serie TV, 65 episodi (2005-2008)
- Just Jordan – serie TV, episodio 1x14 (2007)
- Miss Guided – serie TV, episodio 1x02 (2008)
- Q&A – programma del web,6 episodi (2014-2015)
- Il colore delle magnolie (Sweet Magnolias) – serie TV, 20 episodi (2020-in corso)
- Special Forces – programma TV (2023)
- Dancing with the Stars - programma TV (2023) (concorrente)

## Discografia

### Extended play
- 2014 – The Journey

### Colonne sonore
- 2007 – Zoey 101: Music Mix

### Singoli
- 2013 – How Could I Want More
- 2016 – Sleepover
- 2017 – Till the World Ends (cover di Britney Spears)
- 2020 – Follow Me (con Chantel Jeffries)

### Altre apparizioni
- 2013 – Chillin' with You (con Britney Spears dall'album Britney Jean)

### Audiolibri
- Things I Should Have Said, dall'autobiografia di Jamie Lynn Spears per la casa editrice Worthy Book (2022)

## Libri
- (EN) Things I Should Have Said, Worthy Books, 2022, ISBN 978-1546001027.

## Premi e riconoscimenti
Young Hollywood Awards
- 2005 - Attrice da tenere d'occhio

Nickelodeon Kids' Choice Awards
- 2006 - Attrice televisiva preferita per Zoey 101

## Doppiatrici italiane
Nelle versioni in italiano delle opere in cui ha recitato, Jamie Lynn Spears è stata doppiata da:
- Alessia Amendola in Zoey 101
- Erica Necci in Crossroads - Le strade della vita
- Camilla Murri ne Il colore delle magnolie (s.1-2)
- Annalisa Usai ne Il colore delle magnolie (s.3)
- Gemma Donati in Zoey 102